# Intercesión de los santos

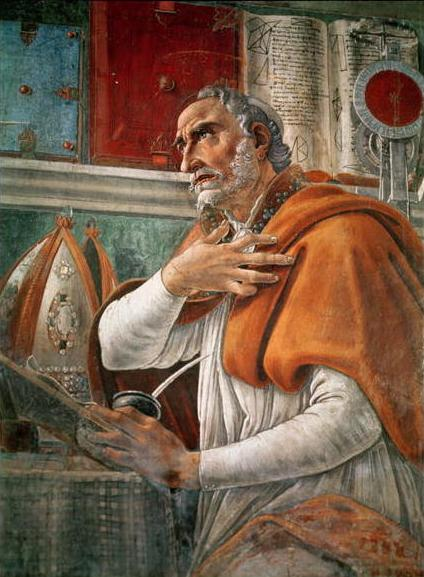
«Mientras celebramos con nuestras reuniones festivas el cumpleaños de este gran hombre, el precursor del Señor, el beato Juan, pidamos la ayuda de sus oraciones. Porque él es el amigo del novio, como veis, también puede obtener para nosotros que pertenezcamos al novio, que seamos considerados dignos de obtener su gracia». – San Agustín

La intercesión de los santos es una doctrina que sostiene que los santos pueden interceder por los demás. Esta doctrina es defendida por la Iglesia católica, la Iglesia ortodoxa oriental, la Iglesia asiria del Oriente, las Iglesias ortodoxas orientales y algunos luteranos y anglicanos (principalmente los de la Iglesia católica evangélica o la anglo-catolicismo, respectivamente). La práctica de pedir la intercesión de los santos se encuentra en escritos católicos desde el siglo III en adelante.  Interceder es interponerse entre dos partes, suplicar ante una de ellas en nombre de la otra. En el uso eclesiástico, ambas palabras se toman en el sentido de la intervención, en primer lugar, de Cristo y, en segundo lugar, de la Virgen María y los ángeles y santos, en nombre de los hombres.
El Credo de los Apóstoles del siglo IV afirma la creencia en la comunión de los santos, que ciertas iglesias interpretan como un apoyo a la intercesión de los santos. Sin embargo, prácticas similares son controvertidas en el judaísmo, el islam y el protestantismo.

## Base bíblica

### Intercesión de los vivos por los vivos
Según la Epístola a los Romanos, los vivos pueden interceder por los vivos:
«Ahora os ruego, hermanos, por el Señor Jesucristo y por el amor del Espíritu, que luchéis junto conmigo en vuestras oraciones a Dios por mí» (Romanos 15:30).
María intercede en las bodas de Caná y provoca el primer milagro de Jesús. «Al tercer día se celebró una boda en Caná, en Galilea. La madre de Jesús estaba allí, y Jesús y sus discípulos también habían sido invitados a la boda. Cuando se acabó el vino, la madre de Jesús le dijo: «No tienen más vino». «Mujer, ¿por qué me involucras?», respondió Jesús. «Aún no ha llegado mi hora». Su madre dijo a los sirvientes: «Haced lo que él os diga. (Juan 2:1-5).
Cuando Dios se disgustó con los cuatro hombres que habían intentado aconsejar al patriarca Job, les dijo: «Mi siervo Job orará por vosotros, y yo aceptaré su oración y no os trataré según vuestra necedad» (Job 42:8).
Moisés le dice a Dios: Perdona el pecado de este pueblo, como tú los has perdonado desde que salieron de Egipto hasta ahora». El Señor respondió: «Los he perdonado, como tú me lo has pedido' (Números 14:19-20).
Los ancianos de la iglesia pueden interceder por los enfermos. «¿Hay entre vosotros alguno enfermo? Llame a los ancianos de la iglesia, y que oren por él y le unjan con aceite en nombre del Señor. Y la oración de la fe salvará al enfermo; y el Señor lo levantará; y si hubiere cometido pecados, no le darán». (Santiago 5:14-15).

### Intercesión de los vivos por los muertos
Véase también: Oración por los difuntos
Algunos interpretan 2 Timoteo 1:16-18 como un apoyo a la oración por los difuntos:
«El Señor conceda misericordia a la casa de Onesíforo, porque él me refrescó muchas veces y no se avergonzó de mis cadenas. Además, cuando estaba en Roma, me buscó con mucho ahínco y me encontró. Que el Señor le conceda encontrar misericordia en aquel día. Tú sabes muy bien cuánto me ayudó en Éfeso».
El libro deuterocanónico  habla explícitamente de la oración de los vivos por los muertos: «Y reuniendo a todos, envió a Jerusalén doce mil dracmas de plata para que se ofrecieran en sacrificio por los pecados de los muertos, pensando bien y religiosamente en la resurrección (pues si no hubiera esperado que los que habían sido muertos resucitaran, habría sido superfluo y vano orar por los muertos), y porque consideraba que los que habían dormido en la piedad tenían una gran gracia reservada para ellos. Por lo tanto, es un pensamiento santo y saludable orar por los muertos, para que sean liberados de sus pecados».

### Intercesión de los muertos por los vivos
Los primeros cristianos derivaron algunas de sus creencias del judaísmo. Al menos algunos judíos del siglo I creían que los ángeles del cielo oraban por los que estaban en la tierra y presentaban sus oraciones a Dios. Los que estaban en el cielo —Onias, Jeremías y los ángeles— estaban íntimamente involucrados en lo que sucedía en la tierra. En Lucas 15:7, Jesús dice que los que están en el cielo se regocijan cuando un pecador se arrepiente. En Hebreos 12:1, el autor se refiere a ellos como una «nube de testigos». Según el padre Lawrence, «formaba parte de la fe de la Iglesia en el siglo I que los que estaban en el cielo intercedían por los que estaban en la tierra».
Tomás de Aquino cita Apocalipsis 8:4: Y el humo del incienso de las oraciones de los santos subió ante Dios desde la mano del ángel.
Tanto los que están a favor como en contra de la intercesión de los santos citan: Clama, si quieres, pero ¿quién te responderá? ¿A cuál de los santos recurrirás?
La parábola del rico epulón y el pobre Lázaro  indica la capacidad de los muertos para orar por los vivos.
La intercesión de los muertos por los vivos se muestra en 2 Macabeos 15:14-17; una intercesión en nombre de Israel por parte del difunto sumo sacerdote Onias III y la del profeta Jeremías, fallecido casi 400 años antes. Y Onías habló, diciendo: "Este es un hombre que ama a los hermanos y ora mucho por el pueblo y la ciudad santa, Jeremías, el profeta de Dios.

## Punto de vista católico

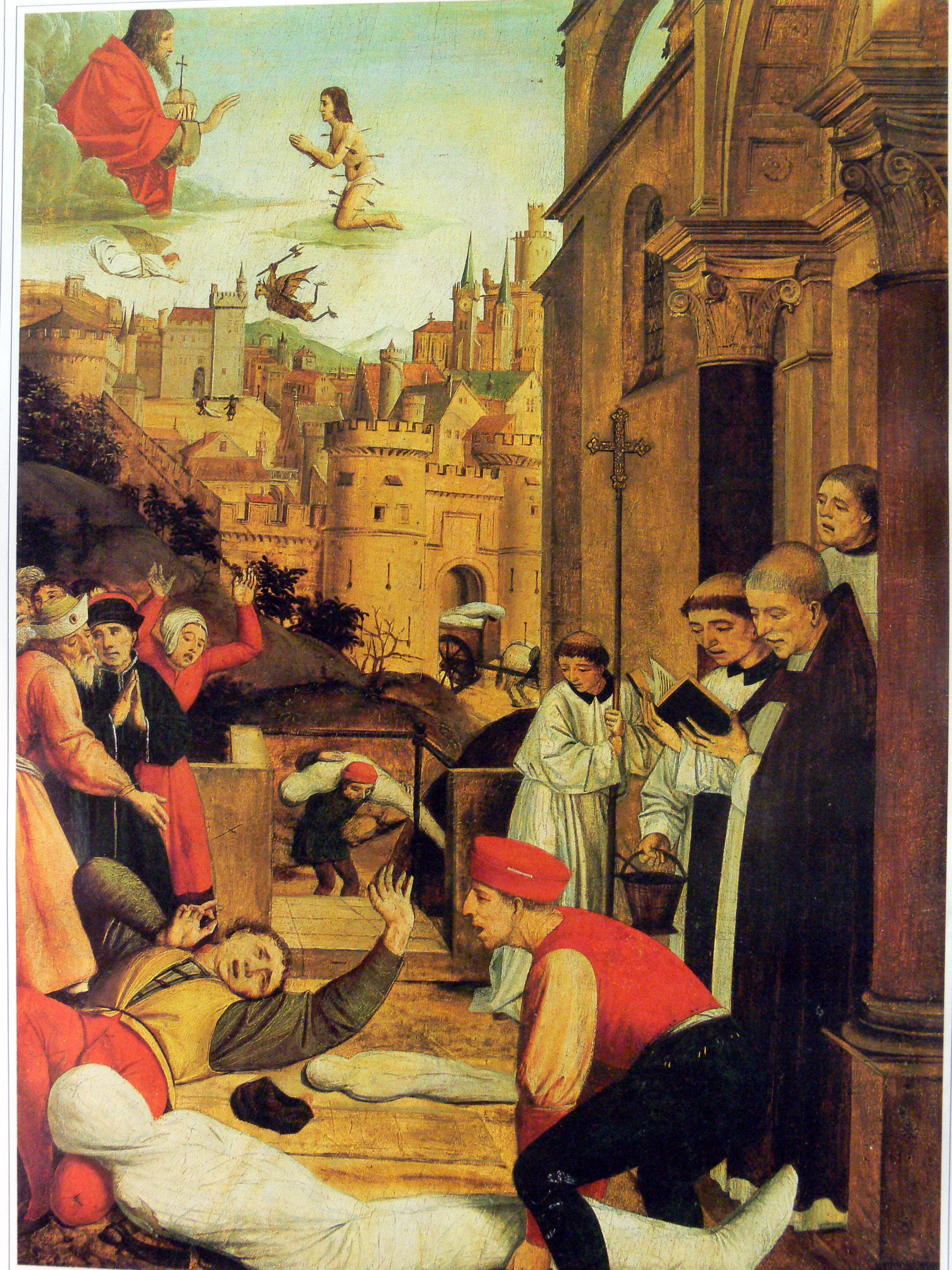
San Sebastián suplica a Jesús (arriba a la izquierda) por la vida de un sepulturero afectado por la peste durante la peste de Justiniano. (Josse Lieferinxe, c. 1497-1499)

La doctrina católica apoya la oración intercesora a los santos. Esta práctica es una aplicación de la doctrina de la comunión de los santos. Algunas de las primeras bases para ello eran la creencia de que los mártires cristianos pasaban inmediatamente a la presencia de Dios y podían obtener gracias y bendiciones para los demás, lo que naturalmente y de forma inmediata llevó a su invocación directa. Un refuerzo adicional se derivó del culto a los ángeles que, aunque de origen precristiano, fue acogido con entusiasmo por los fieles de la época subapostólica. 
Gregorio de Nacianceno dijo de su difunto padre: «Estoy convencido de que su intercesión es ahora más útil que sus enseñanzas en el pasado, ya que está más cerca de Dios, ahora que se ha liberado de las cadenas del cuerpo y ha liberado su mente de la arcilla que la oscurecía». y Jerónimo escribió: «Si los apóstoles y los mártires, mientras aún están en el cuerpo, pueden orar por los demás, en un momento en que aún deben estar preocupados por sí mismos, ¡cuánto más después de haber ganado sus coronas, victorias y triunfos! Un solo hombre, Moisés, obtiene de Dios el perdón para seiscientos mil hombres armados; y Esteban, imitador del Señor y primer mártir de Cristo, implora perdón para sus perseguidores; ¿será menor su poder después de haber comenzado a estar con Cristo?».
La doctrina de la intercesión y la invocación fue establecida por el Concilio de Trento, que enseña que «... los santos que reinan junto con Cristo ofrecen sus propias oraciones a Dios por los hombres. Es bueno y útil invocarlos suplicantemente y recurrir a sus oraciones, ayuda y asistencia para obtener beneficios de Dios, a través de Su Hijo Jesucristo nuestro Señor, que es nuestro único Redentor y Salvador».
La oración de intercesión a personas santas que aún no han sido beatificadas también puede ser practicada por individuos, y las pruebas de los milagros producidos como resultado de dicha oración se producen muy comúnmente durante el proceso formal de beatificación y canonización.
Según el Catecismo de la Iglesia Católica 956:

La intercesión de los santos. «Más unidos a Cristo, los que moran en el cielo afirman más firmemente la santidad de toda la Iglesia. [...] No cesan de interceder por nosotros ante el Padre, ofreciendo los méritos que adquirieron en la tierra por medio de Jesucristo, único mediador entre Dios y los hombres. [...] Así, por su fraternal solicitud, nuestra debilidad recibe un gran apoyo.

Algunos estudiosos católicos han evaluado la invocación y la intercesión de los santos con una visión crítica hacia las tendencias medievales de imaginar a los santos en el cielo distribuyendo favores a quien ellos quieren y, en cambio, ven en la devoción adecuada a los santos un medio de respuesta a la actividad de Dios en nosotros a través de estos modelos creativos de semejanza con Cristo.
En conversaciones ecuménicas, se ha llegado al acuerdo de que «pedir a los santos que intercedan por nosotros expresa la solidaridad de la Iglesia, en la que todos estamos llamados a apoyarnos mutuamente. De forma análoga a lo que se hace entre las personas vivas, la petición dirigida a un santo para que rece por nosotros es una expresión precisa de solidaridad en Jesucristo, a lo largo de los siglos y a través de las diversas formas de existencia humana».
La oración intercesora a los santos también desempeña un papel importante en las iglesias ortodoxas orientales, como la Iglesia copta ortodoxa. Además, algunos anglo-católicos creen en la intercesión de los santos.

## Opiniones protestantes
Con la excepción de algunas iglesias protestantes primitivas, la mayoría de las iglesias protestantes modernas rechazan enérgicamente la intercesión de los muertos por los vivos, pero están a favor de la intercesión de los vivos por los vivos, según Romanos 15:30.

### Opiniones luteranas

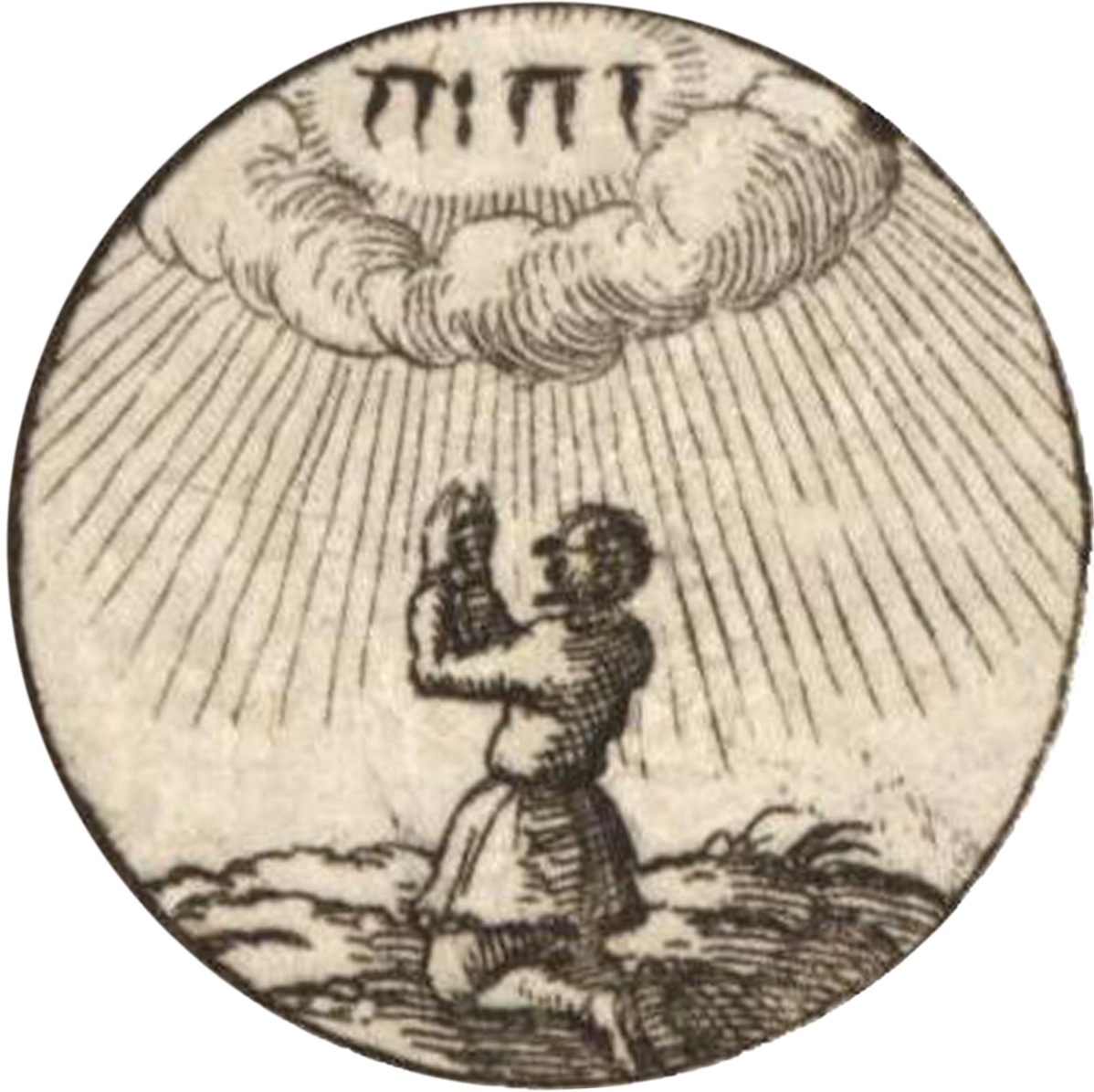
«Las Escrituras no enseñan a invocar a los santos ni a suplicarles ayuda. Pues nos presentan solo a Cristo como mediador, sacrificio expiatorio, sumo sacerdote e intercesor».—Confesión de Augsburgo (Luterano), Artículo XXI

Las confesiones luteranas aprueban honrar a los santos dando gracias a Dios por los ejemplos de su misericordia, utilizando a los santos como ejemplos para fortalecer la fe de los creyentes e imitando su fe y otras virtudes. Aunque la Confesión de Augsburgo rechaza invocar a los santos para pedirles ayuda, afirma que «ellos rezan por la Iglesia universal en general» en la vida y en el cielo. La Confesión de Augsburgo enfatiza que Cristo es el único mediador entre Dios y el hombre y que, por lo tanto, Él es el único a quien y a través de quien los cristianos deben orar. Aunque la mayoría de las denominaciones luteranas no lo hacen, la Iglesia Evangélica Comunitaria-Luterana, una denominación luterana con una estructura eclesiástica católica evangélica, afirmó su creencia en la intercesión de los santos.
En lo que respecta específicamente a la Virgen María, Martín Lutero abogó por el uso de la versión anterior al Concilio de Trento del Ave María como signo de reverencia y devoción hacia ella. El “'Betbüchlein”' (Libro de oraciones) de 1522 del luteranismo conservó así el Ave María.

### Opiniones anglicanas
Los primeros artículos de fe anglicanos, los «Diez Artículos» (1536), defendían la práctica de rezar a los santos, mientras que los “”Libro del Rey, la declaración oficial de religión elaborada en 1543, dedica una sección entera a la importancia de la oración “”Ave María“” («Dios te salve, María»). Los Treinta y nueve artículos (1563), que se convirtieron en una confesión de fe para el anglicanismo histórico, condenan la «invocación de los santos» como «una cosa cariñosa, vanamente inventada y sin fundamento en las Escrituras, sino más bien repugnante a la Palabra de Dios» (Artículo XXII).
Los teólogos de la Comunión Anglicana establecen una clara distinción entre la doctrina «romana» relativa a la invocación de los santos y lo que ellos consideran la doctrina «patrística» de la intercesión de los santos, permitiendo esta última, pero prohibiendo la primera. El obispo William Forbes denominó a la práctica anglicana «invocation of the saints» (invitación a los santos), en el sentido de «pedir a los santos que recen con ellos y en su nombre, no rezarles».

### Puntos de vista calvinistas
Las Iglesias reformadas, que se adhieren a la teología calvinista, entienden que la «comunión de los santos» mencionada en el Credo de los Apóstoles consiste en todos los creyentes, incluidos los que han fallecido, pero la invocación de los santos difuntos se considera una transgresión del Primer Mandamiento.
Específicamente, Juan Calvino en Instituciones de la religión cristiana, cree que la Biblia demuestra que el principio central de la adoración es la invocación directa de Dios. Calvino cita el Salmo 44: «Si hemos olvidado el nombre de nuestro Dios, o extendido nuestras manos hacia un dios extraño, ¿no lo descubrirá Dios?». El siguiente principio que Calvino extrae de la Biblia es que toda oración debe hacerse únicamente a través de la intercesión de Cristo. Calvino enseña que en Hebreos 13:15 se recuerda a los cristianos que «sin la intervención de su sacerdocio, nuestros labios no son lo suficientemente puros para celebrar el nombre de Dios». Gracias a la intercesión de Cristo, Calvino afirma que los cristianos pueden unirse al apóstol Pablo y «orar sin cesar» (1 Tesalonicenses 5:17). Por el contrario, Calvino cree que la práctica de rezar a los santos es una demostración de «desconfianza, porque o bien no están contentos con Cristo como intercesor o bien le han robado por completo este honor».

### Opiniones metodistas
El artículo XIV de los Artículos de religión metodistas de 1784, haciéndose eco de los Treinta y nueve artículos anglicanos, rechaza la invocación de los santos al declarar que esta doctrina es «algo entrañable, inventado en vano y sin fundamento en las Escrituras, sino más bien repugnante a la Palabra de Dios».

## Paralelismos en otras religiones

### Judaísmo
Hay pruebas de la creencia judaica en la intercesión, tanto en la forma de las bendiciones paternas transmitidas por Abraham a sus hijos, como en 2 Macabeos, donde Judas Macabeo ve a los difuntos Onías y Jeremías bendiciendo al ejército judío. En el judaísmo antiguo, también era popular rezar por la intercesión de Miguel, a pesar de la prohibición rabínica de recurrir a los ángeles como intermediarios entre Dios y su pueblo. Había dos oraciones escritas suplicándole como príncipe de la misericordia que intercediera en favor de Israel: una compuesta por Eliezer ha-Kalir y otra por Judá ben Samuel he-Hasid. Quienes se oponen a esta práctica consideran que, según los principios de la fe judía, solo se pueden ofrecer oraciones a Dios.[cita requerida]
En la actualidad, una de las mayores divisiones en la teología judía (hashkafa) se centra en la cuestión de si se puede implorar la ayuda de un Tzadikim, un individuo extremadamente justo. El principal conflicto se centra en la práctica de implorar a un tzadik ya fallecido para que interceda ante el Todopoderoso. Esta práctica es común principalmente entre los judíos jasídicos, pero también se encuentra en diversos grados entre otras comunidades, generalmente jaredíes. La oposición más fuerte se encuentra principalmente entre los sectores del judaísmo ortodoxo moderno, Dor Daim y Talmide haRambam, y entre algunos sectores de la comunidad litvish chareidi. Quienes se oponen a esta práctica suelen hacerlo por el problema de la idolatría, ya que la ley judía prohíbe estrictamente recurrir a un mediador (“'melitz”') o agente (“'sarsur”') entre uno mismo y el Todopoderoso.
Las perspectivas de los grupos judíos que se oponen al uso de intercesores suelen ser más moderadas en lo que respecta a suplicar al Todopoderoso únicamente por los «méritos» (zechut) de un tzadik.
Los judíos que apoyan el uso de intercesores afirman que su súplica al «tzadik» no es una oración ni una adoración, o bien que siguen rezando «a» Dios «y» a través de Dios, pero que, de forma secundaria, se comunican con el «tzadik». El conflicto entre los grupos se centra esencialmente en lo que constituye la oración, la adoración, un mediador («melitz») y un agente («sarsur»).

### Islam
Tawassul es la práctica de utilizar a alguien como medio o intermediario en una súplica dirigida a Dios. Un ejemplo de ello sería: «Oh, Señor mío, ayúdame con [tal y tal necesidad] por el amor que siento por Tu Profeta».
Algunos chiítas practican la intercesión de los santos, en particular del yerno de Muhammad, Alí, y del hijo de Ali, Husayn. Según Muhammad al-Baqir, la Walayah hacia Alí se considera el criterio esencial tanto de la fe como de la salvación.